# Qui autem invenit illum invenit thesaurum
Qui autem invenit illum invenit thesaurum è una locuzione latina biblica, che tradotta letteralmente, significa "chi lo trova [un amico] trova un tesoro" (Siracide 6:14). La locuzione è diventata proverbiale. In greco la frase è "ὁ δὲ εὑρών αὐτον εὗρεν θησαυρόν" (traslitterato è "ho de heurōn auton heuren thēsauron"). 

## Origine
L'autore del Libro del Siracide riprende lo stile del Libro dei proverbi, attribuito al re Salomone o a un contemporaneo. In esso descrive la vanità della vita, considerata dal punto di vista umano quasi come se, oltre ad essa, non esistesse altro.
Il detto citato è preso da un brano in cui si suggerisce come riconoscere i veri amici da quelli falsi.
(Antico Testamento, Siracide: 6,15-16; trad. italiana da Società Biblica Italiana, La Bibbia concordata, Mondadori, 1968, p. 1058)
| Septuaginta                                                                     | Vulgata Clementina                                                                                               | Bibbia CEI                                                                  |
| ------------------------------------------------------------------------------- | --- | --------------------------------------------------------------------------- |
| 14 φίλος πιστὸς σκέπη κραταιά, ὁ δὲ εὑρὼν αὐτὸν εὗρεν θησαυρόν                  | 14 Amicus fidelis protectio fortis: qui autem invenit illum, invenit thesaurum.                                  | 14 Un amico fedele è una protezione potente, chi lo trova, trova un tesoro. |
| 15 φίλου πιστοῦ οὐκ ἔστιν ἀντάλλαγμα, καὶ οὐκ ἔστιν σταθμὸς τῆς καλλονῆς αὐτοῦ. | 15 Amico fideli nulla est comparatio, et non est digna ponderatio auri et argenti contra bonitatem fidei illius. | 15 Per un amico fedele, non c'è prezzo, non c'è peso per il suo valore.     |

## Varianti greche e latine
Uu monostico di Menandro dice φίλους ἔχων νόμιζε θησαυροὺς ἔχειν, (traslitterato "philus echōn nomize thēsaurus echeiv"), che significa "avendo degli amici si ritiene di avere un tesoro". Una frase simile appare nell'Antologia Palatina (X,39).

In latino invece è famoso un passo di Plauto nel suo Truculentus (v. 885), dove la cortigiana Fronesio afferma Ubi amici, ibidem opes, "Dove sono gli amici, lì ci sono ricchezze". La frase è ispirata da un proverbio testimoniato da Quintiliano (V,XI,41), cioè Ubi amici? Ubi opes?", "Dove sono gli amici? Dove sono le ricchezze?".

La maggior parte delle varianti antiche però rappresentano una concezione diversa da quella attuale: se per noi il significato della sentenza è che un amico è paragonabile a possedere molte ricchezze, secondo gli antichi era che gli amici si conquistavano con le ricchezze (vedi come esempi Plauto nel Stichus (522,523), Ovidio nei Tristia I,IX,10 ).

## Varianti moderne
La traduzione della sentenza è diventata proverbio in italiano e nelle altre lingue europee, di cui sono diffuse vari varianti. Da citare "Vale più di un amico in piazza che denari nella cassa"  citato da Adriana Zeppini Bolelli. 
La traduzione letterale in inglese è la seguente: "He who finds a friend, finds a treasure", ma gli inglesi solitamente dicono "A good friend is worth his weight in gold", che in italiano significa "Un buon amico vale il suo peso d'oro". 
Esiste anche un simpatico epigramma popolare che fa leva sulla differenza di comprensione della locuzione, che per i contemporanei significa che un amico vale un tesoro, per gli antichi che il tesoro procura l'amico: 
Dice la Bibbia, e son parole d’oro.

Per altro credo meglio se tu dici,

Trova un tesoro e troverai gli amici.»